# Damien Chrysostome
Koffi Damien Chrysostome Anderson est un footballeur béninois né le 24 mai 1982 à Cotonou.
Il a participé à la Coupe d'Afrique des nations 2004, puis à la Coupe d'Afrique des nations 2008 et enfin à la Coupe d'Afrique des nations 2010 avec l'équipe du Bénin.
En juillet 2008, il signe pour deux saisons au FC Metz. Le contrat est rompu l'été suivant pour signer avec Denizlispor un club de D1 turque.

## Carrière

### En club
Koffi Damien Chrysostome quitte son Bénin natal en 1999 pour tenter l'aventure en Europe. En provenance de l'ASACO,  un club de D1 béninoise à l'époque, il effectue un test concluant en Écosse chez les géants du Celtic Glasgow. Mais en raison de son jeune âge et de son inexpérience il n'arrive pas à s'imposer dans ce club. 
Il décide alors de se relancer en troisième division italienne à l'AS Cittadella. Il a du temps de jeu mais malheureusement pour lui son club sera relégué en division inférieure. Puis arrive le temps un peu difficile pour lui entre l'AS Cittadella, le FC Biellese 1902 et l'AC Cuneo 1905, clubs pensionnaires de la Serie c italienne, équivalent de la troisième division. En 2007, il signe à l'AS Casale Calcio en Serie D. Dans ce club, Damien réalise une bonne saison, il dispute 24 matchs. 
À la fin de la saison, en mai 2008, il effectue un essai concluant au FC Metz en deuxième division française. Il y signe un contrat de deux ans. Pendant les 15 premières journées de la saison 2008-2009, Damien est titulaire indiscutable au sein de la défense messine. Mais Yvon Pouliquen décide subitement de lui faire cirer le banc de touche. Il y reste ainsi durant tout le reste de la saison. Pouliquen évoque les faiblesses tactiques du joueurs qui est pourtant irréprochable sur le plan physique et impeccable en rigueur défensive. À la fin de la saison, le FC Metz manque à deux points près la montée en Ligue 1. Le coach reconnaît avoir été trahi par certains joueurs en qui il avait confiance. À l'été 2009, le recrutement du défenseur français Borbiconi prouve au capitaine de la sélection béninoise qu'il n'est plus une priorité à Metz. 
Denizlispor, club de D1 turc, est alors très intéressé par le profil du joueur, et lui propose de venir signer sans effectuer un test. Il n'hésite pas, résiliant son contrat avec Metz et s'engageant pour trois ans avec le club turc.
En 2011, Damien Chrysostome se retrouve sans club. Il retrouve une équipe en 2012 en s'engageant avec le club finlandais du Jyväskylän Jalkapalloklubi.

### En sélection
Koffi Damien Chrysostome devient international en 2001. Il participe notamment en tant que titulaire à trois coupes d'Afrique des nations : en 2004, en 2008 et en 2010. 
Après la CAN 2008, avec la nomination de Michel Dussuyer au poste de sélectionneur et le départ d'Oumar Tchomogo de la sélection, Damien est promu capitaine lors des éliminatoires du mondial 2010. Il s'impose alors comme l'un des cadres de la sélection nationale.

## Clubs successifs
- 2000-2004 : AS Cittadella  Italie (20 matchs, 1 buts)
- 2004-2005 : FC Biellese 1902  Italie (15 matchs, 1 but)
- 2005-2006 : AS Cittadella  Italie (26 matchs)
- 2006-2007 : AC Cuneo 1905  Italie (18 matchs, 1 but)
- 2007-2008 : AS Casale Calcio  Italie (24 matchs)
- 2008-2009 : FC Metz  France (19 matchs)
- 2009-2011 : Denizlispor  Turquie (47 matchs, 2 buts)
- 2012- : Jyväskylän Jalkapalloklubi  Finlande[1],[2]